# Tanytarsus longisetosa
Tanytarsus longisetosa är en tvåvingeart som först beskrevs av Birula 1936.  Tanytarsus longisetosa ingår i släktet Tanytarsus och familjen fjädermyggor. Inga underarter finns listade i Catalogue of Life.